# ジェイ・マーティン・グールド
ジェイ・マーティン・グールド （Jay Martin Gould、1915年-2005年9月16日）は、アメリカ合衆国の統計学者、反原発運動家。1985年に「放射線と公衆衛生プロジェクト」を共同設立した。
原子力発電所からの放射線が周辺地域で高いがん発生率をもたらしているというのがグールドの主張であった。グールドは20年以上にわたって、原発から出る低レベルの放射線は、一般に考えられているよりもはるかに危険であると警告を発し続けてきた。しかし彼の研究は、科学界の多くから虚偽の警報を発する人騒がせな人として批判された。

## 経歴
シカゴ生まれ、ニューヨークで育つ。コロンビア大学で経済統計学博士号取得。1955年、ブラウンシュー事件で専門家証人としてアメリカ合衆国司法省に雇われ、統計学者としての地位を確立。以後オクシデンタル石油、グレイハウンド、エマーソンエレクトリックなど、主だった反トラスト訴訟の専門家として30年以上活躍した。
情報関連会社EIS社を設立。事業成功後、自社を売却するが、その直前に自らが開発した工場施設データの有用性が買われ、アメリカ合衆国環境保護庁の科学諮問委員を務めた。
1985年、" the Radiation and Public Health Project "（「放射線と公衆衛生プロジェクト」）を設立し、以来、原子炉からの低線量放射線は一般に信じられているよりもはるかに危険であり、アメリカ国民を静かに蝕んでいると警告してきた。1950年以来の公式資料を使って、全米3000余の郡のうち核関連施設に近い約1300郡に住む女性の乳がん死亡リスクが極めて高いことを立証、レイチェル・カーソンの予見を裏付けた。

## 出版物

### 論文
- Mangano, Joseph J.; Gould, Jay M.; Sternglass, Ernest J.; Sherman, Janette D.; McDonnell, William (2003). “An unexpected rise in strontium-90 in US deciduous teeth in the 1990s”. Science of the Total Environment 317 (1-3):  37-51. Bibcode: 2003ScTEn.317...37M. doi:10.1016/S0048-9697(03)00439-X. PMID 14630411..

### 書籍
- 吉開勝義訳『技術エリート : 未来社会を推進するもの』ダイヤモンド社、1969
- ベンジャミン・A.ゴルドマンとの共著、肥田舜太郎,斎藤紀共訳『死にいたる虚構 : 国家による低線量放射線の隠蔽 : アヒンサー』原題: Deadly deceit PKO法「雑則」を広める会	2009.3
- 肥田舜太郎,齋藤紀,戸田清,竹野内真理共訳『低線量内部被曝の脅威 : 原子炉周辺の健康破壊と疫学的立証の記録』原題: The enemy within、緑風出版、2011.4